# Širi
Širi (hebrejsky: שירי, Širi; doslova „moje píseň“) je ženské rodné jméno hebrejského původu.
Dalšími variantami jsou Šira (שירה), případně Širat ha-Jam (שירת הים, doslova „píseň moře“), jméno používané v nábožensky založených rodinách. Anglický přepis je Shiri. Je to moderní jméno, užívané od obnovení hebrejštiny jako živého jazyka.

## Nositelky jména
- Shiri Appleby – americká herečka
- Širi Maimon – izraelská popová zpěvačka a herečka

## Další užití
- Širat ha-Jam – bývalá izraelská osada u Gazy